# Jon Stewart (Philosoph)
Jon Bartley Stewart (* 1961) ist ein US-amerikanischer Philosoph und Philosophiehistoriker. Schwerpunkte seiner wissenschaftlichen Arbeit ist die kontinentale Philosophie des 19. Jahrhunderts, insbesondere das Denken Kierkegaards und Hegels. Stewart arbeitet derzeit als Forscher am Institut für Philosophie der Slowakischen Akademie der Wissenschaften.

## Werdegang
Stewart erhielt 1984 seinen BA in Philosophie von der University of California, Santa Cruz, wo er bei David Hoy und Robert Goff studierte. Seinen MA erhielt er 1986 und seinen PhD 1992 von der University of California, San Diego, wo er bei Robert B. Pippin, Frederick A. Olafson und Henry Allison studierte. Nach seiner Promotion war er Postdoktorand an der Westfälischen Wilhelms-Universität Münster (bei Ludwig Siep), der Université Libre de Bruxelles (bei Marc Richir) und der Humboldt-Universität zu Berlin (bei Volker Gerhardt). Stipendien erhielt er unter anderem vom Deutschen Akademischen Austauschdienst, der Heinrich-Hertz-Stiftung, der Belgian American Educational Foundation und der Alexander von Humboldt-Stiftung.
Ab 1996 war Stewart am Søren Kierkegaard Forschungszentrum der Universität Kopenhagen beschäftigt. Er habilitierte sich 2003 an der Theologischen Fakultät der Universität Kopenhagen, wo er 2007 eine zweite Habilitation in Philosophie abschloss. Im selben Jahr wurde er in die Königlich Dänische Akademie der Wissenschaften gewählt. Stewart hatte zahlreiche Gastprofessuren an verschiedenen Universitäten inne, darunter die Universität von Island (2005), die Universidad de los Andes in Santiago de Chile (2010), die Universidad Iberoamericana in Mexico City (2014), die Karls-Universität Prag (2019), die Universität Szeged in Ungarn (2019, 2021) und die Universidad Panamericana in Aguascalientes (2021–2023).

## Akademische Arbeit
Stewart ist Autor von mehr als 100 Artikeln und Kapiteln in akademischen Zeitschriften sowie von 14 Büchern bei international anerkannten Universitätsverlagen. Er ist Herausgeber von 44 Sammelbänden und Mitherausgeber von 29 verschiedenen Werken und 8 Bücher und mehr als 60 Artikel aus dem Deutschen, Dänischen, Französischen und Norwegischen ins Englische übersetzt. Er hielt mehr als 150 Vorlesungen an Universitäten in 25 Ländern, darunter mehrere Grundsatzreferate. Stewarts Werke wurden bis heute in 13 Sprachen übersetzt (Stand 2024).
Stewarts zweites Buch, Kierkegaard's Relations to Hegel Reconsidered (Cambridge University Press 2003), markierte eine wichtige Wende in der Kierkegaard-Forschung. Um die Bedeutung von Kultur und Geschichte für das Verständnis der intellektuellen und philosophischen Debatten des dänischen Goldenen Zeitalters zu verdeutlichen, veröffentlichte Stewart 2007 A History of Hegelianism in Golden Age Denmark, Tome I, The Heiberg Period: 1824–1836 und A History of Hegelianism in Golden Age Denmark, Tome II, The Martensen Period: 1837–1842 (beide Verlag C.A. Reitzel). Diese Studien sind die bislang detailliertesten Untersuchungen über den Einfluss der Hegelschen Philosophie auf die dänische Kultur des Goldenen Zeitalters.
Stewart ist Chefredakteur der Zeitschrift Filozofia und Mitherausgeber des Kierkegaard Studies Yearbook und der Kierkegaard Studies Monograph Series (De Gruyter). Er ist der Herausgeber der Reihen New Research in the History of Western Philosophy, Texts from Golden Age Denmark und Danish Golden Age Studies (Brill). Von 2007 bis 2017 war er Chefredakteur der inzwischen abgeschlossenen Reihe Kierkegaard Research: Sources, Reception and Resources (Ashgate 2007–2015; Routledge 2016–2017).

## Gruppenprojekte
Stewart hat eine Vielzahl von größeren Gruppen- und Verbundprojekten geleitet und koordiniert, die zur Entwicklung und zum Verständnis von Kierkegaards Werk und seiner Rezeption in der modernen Welt beigetragen haben. Von 2005 bis 2006 war er Projektkoordinator für die Kurse der Øresund Summer University am Søren Kierkegaard Forschungszentrum der Universität Kopenhagen. Zudem leitete er von 2005 bis 2007 das Projekt „Kierkegaard-Forschung: Quellen, Rezeption und Ressourcen“, das vom Dänischen Forschungsrat für Geisteswissenschaften (Statens Humanistiske Forskningsråd), einer Abteilung der Dänischen Forschungsagentur, finanziert wurde. Von 2011 bis 2014 leitete Stewart das von Nordforsk geförderte Projekt „The Nordic Network for Kierkegaard Research“, das darauf abzielte, die Kierkegaard-Forschung in den nordischen Ländern zu vernetzen und zu fördern.
Das zuletzt von ihm geleitete große Projekt „Individuelle und kollektive Subjektivität: Historische und zeitgenössische Fragen“ (2019–2022) wurde durch Inter-Academic Agreement MAD (Medziakademická dohoda) unterstützt und war eine Kooperation zwischen dem Institut für Philosophie der Slowakischen Akademie der Wissenschaften und dem Institut für Philosophie der Polnischen Akademie der Wissenschaften.

## Buchpublikationen (Auswahl)

### Als Autor
- The Unity of Hegel’s Phenomenology of Spirit. A Systematic Interpretation. Northwestern University Press 2000, Illinois 2000; Neuausgabe 2011, ISBN 978-0-8101-2804-0.
- Kierkegaard’s Relations to Hegel Reconsidered. Cambridge University Press, New York 2003, doi:10.1017/CBO9780511498367
- A History of Hegelianism in Golden Age Denmark. Tome I: The Heiberg Period: 1824–1836. (Danish Golden Age Studies, vol. 3.) C.A. Reitzel, Kopenhagen 2007.
- A History of Hegelianism in Golden Age Denmark. Tome II: The Martensen Period: 1837–1842. (Danish Golden Age Studies, vol. 3.) C.A. Reitzel, Kopenhagen 2007.
- Idealism and Existentialism: Hegel and Nineteenth- and Twentieth-Century European Philosophy. Continuum International Publishing New York/London 2010, Neuausgabe 2012.
- The Unity of Content and Form in Philosophical Writing: The Perils of Conformity. (Bloomsbury Studies in Philosophy). Bloomsbury, London u. a., 2013
- The Cultural Crisis of the Danish Golden Age: Heiberg, Martensen and Kierkegaard. (Danish Golden Age Studies, vol. 9). Museum Tusculanum Press, Kopenhagen 2015.
- Søren Kierkegaard: Subjectivity, Irony and the Crisis of Modernity. Oxford University Press, Oxford 2015, Neuausgabe 2017.
- Hegel’s Interpretation of the Religions of the World: The Logic of the Gods. Oxford University Press, Oxford 2018.
- Faust, Romantic Irony, and System: German Culture in the Thought of Søren Kierkegaard. (Danish Golden Age Studies, vol. 11). Museum Tusculanum Press, Kopenhagen 2019.
- The Emergence of Subjectivity in the Ancient and Medieval World: An Interpretation of Western Civilization. Oxford University Press, Oxford 2020.
- Hegel’s Century: Alienation and Recognition in a Time of Revolution. Cambridge University Press, Cambridge 2021.
- An Introduction to Hegel’s Lectures on the Philosophy of Religion: The Issue of Religious Content in the Enlightenment and Romanticism. Oxford University Press, Oxford 2022.
- A History of Nihilism in the Nineteenth Century: Confrontations with Nothingness. Cambridge University Press, Cambridge 2023.

### Als Übersetzer und Herausgeber
- Heiberg’s On the Significance of Philosophy for the Present Age and Other Texts. (Texts from Golden Age Denmark, vol. 1). C.A. Reitzel, Kopenhagen 2005.
- Heiberg’s Speculative Logic and Other Texts. (Texts from Golden Age Denmark, vol. 2). C.A. Reitzel, Kopenhagen 2006.
- Heiberg’s Introductory Lecture to the Logic Course and Other Texts. (Texts from Golden Age Denmark, vol. 3).C.A. Reitzel, Kopenhagen 2007.
- Heiberg’s Contingency Regarded from the Point of View of Logic and Other Texts. (Texts from Golden Age Denmark, vol. 4). Museum Tusculanum Press, Kopenhagen 2008.
- Mynster’s „Rationalism, Supernaturalism“ and the Debate about Mediation. (Texts from Golden Age Denmark, vol. 5). Museum Tusculanum Press, Kopenhagen 2009.
- Heiberg’s Perseus and Other Texts. (Texts from Golden Age Denmark, vol. 6).Museum Tusculanum Press, Kopenhagen 2011.
- Sibbern’s Remarks and Investigations Primarily Concerning Hegel’s Philosophy. (Texts from Golden Age Denmark, vol. 7). Museum Tusculanum Press, Kopenhagen 2018.
- mit Finn Gredal Jensen: Poul Martin Møller’s Thoughts on the Possibility of Proofs of Human Immortality and Other Texts. (Texts from Golden Age Denmark, vol. 8). Brill, Leiden/Boston 2022.